# Rheinmünster
Rheinmünster este o comună din landul Baden-Württemberg, Germania.

## Monumente
- Mănăstirea Schwarzach⁠(de)[traduceți], mănăstire benedictină din sec. al XIII-lea, secularizată în 1802